# Indianeren
Indianeren (Indus), undertiden Inderen, er et stjernebillede på den sydlige himmelkugle.